# مرشیی
مرشیی (به صربی: Mršelji) یک منطقهٔ مسکونی در صربستان است که در Požega واقع شده‌است. مرشیی ۲۱۹ نفر جمعیت دارد.